# Kelliella goesi
Kelliella goesi is een tweekleppigensoort uit de familie van de Kelliellidae. De wetenschappelijke naam van de soort is voor het eerst geldig gepubliceerd in 1960 door Odhner.